# 070 셰이크
070 셰이크(070 Shake, 1997년 6월 13일 ~ )는 미국의 래퍼, 가수, 작곡가이다.

## 음반 목록

### 정규 음반
- Modus Vivendi (2020)
- You Can't Kill Me (2022)

### EP
- Glitter (2018)

### 믹스테잎
- The 070 Project: Chapter 1 (2016)

## 출연 작품

### 영화
- 엔터갤럭틱 (2022) - 나디아 역